# 许家喜
许家喜（1963年－），博士，北京化工大学教授，吉林舒兰人。1987年毕业于北京大学化学系，获理学士，1992年于北京大学化学系获理学博士学位。1992年－1994年在北京医科大学（现北京大学医学部）药学院做博士后研究。1994年任北京大学化学与分子工程学院副教授。1995年8月－1996年2月香港中文大学化学系访问副研究员， 2000年－2002年美国科罗拉多州立大学化学系和Vanderbilt大学医学院微生物和免疫学系博士后，2004年任北京大学化学与分子工程学院教授，2007年起任北京化工大学理学院教授、有机化学系主任。
他还兼任《Current Microwave Chemistry》副主编、《Current Organic Synthesis》、《Molecules》、《The Open Spectroscopy Journal》、《The Open Natural Products Journal》、《化学试剂》和《大学化学》等期刊的编委。主要从事的研究领域为：（1）不对称催化合成，包括设计合成新型手性配体和手性催化剂，开发新的不对称催化反应；（2）手性药物合成; 手性天然和非天然化合物合成；（3）生物活性的氨基酸和肽类化合物的合成。迄今己发表研究论文290余篇，其中SCI收录论文240余篇，EI收率论文60余篇，参编著作2部，合译著作1部。论文已被他人引用2530余次。承担和完成的主要科研项目有：国家自然科学基金6项、北京市自然科学基金1项、教育部优秀青年教师资助计划项目1项和博士点基金2项。